# Dervla Kirwan
Dervla Kirwan, född 24 oktober 1971 i Dublin, är en irländsk skådespelare.

## Filmografi i urval
- School for seduction
- Greatest store in the world
- 1990 – Decemberbrud
- 1994 – Knappkriget
- 1999 – Med liv och lust
- Petes meteor
- Casanova
- 2004–2005 – Nattskiftet (TV-serie)
- The deputy
- Double bill
- 2001 – Bomben
- Hearts and bones
- Happy birthday Shakespeare
- Here after
- Flint street nativity
- Eureka street
- The dark room
- Mr. White goes to Westminster
- Ballykissangel
- Goodnight sweetheart
- A handful of stars
- Poor beast in the rain
- A time to dance och trouble